# Isotopie (taalkunde)
Met isotopie wordt in de tekstlinguïstiek en de semantiek de semantische structuur van een tekst op zinsoverstijgend niveau bedoeld.  Andere mogelijke definities van isotopie zijn "clusters van betekenissen binnen een bepaalde passage of tekst" of "de semantische samenhang van een tekst op grond van algemene betekeniscategorieën".
De studie van isotopie richt zich met name op teksten waarvan de semantische structuur om een bepaalde reden bewust wordt doorbroken, bijvoorbeeld om een vervreemdingseffect te bereiken. Ook lyrische teksten die tot het expressionisme behoren staan centraal bij de studie van isotopie. Centraal staat het idee dat een tekst verschillende isotopieniveaus kan hebben die al dan niet onderling zijn verbonden.
De basis voor dit concept is in 1966 gelegd door Algirdas Greimas in zijn werk Sémantique structurale.

## Werking
Het niveau waarop isotopie zich bevindt houdt het midden tussen coherentie en cohesie. Wat het meest aan de basis ligt van isotopie is recurrentie, ofwel het bij herhaling voorkomen van "basisbetekeniseenheden" - zoals semen - die gezamenlijk een semantisch veld afbakenen. Dit verschijnsel speelt een sleutelrol bij onder andere het bepalen van isotopieniveaus. 
Isotopie van een tekst kan op grond hiervan worden gedefinieerd als een "semantisch punt" dat alle zinnen op basis van woorden uit hetzelfde semantische veld gemeenschappelijk hebben.

## Voorbeelden
De zin De toren staat sterk heeft twee mogelijke isotopieniveaus. Het woord "toren" in combinatie met "sterk" kan betrekking hebben op een toren in de meest gangbare zin van "hoog gebouw" (dat in dit geval stevig is), of op een toren uit het schaakspel die ten opzichte van de andere schaakstukken een sterke positie inneemt. Welk van deze twee isotopieniveaus van toepassing is moet blijken uit de context.
Dergelijke gevallen van verschillende mogelijke isotopieniveaus als gevolg van polysemie (dubbelzinnigheid) behoren echter tot de uitzonderingen binnen de zinssemantiek, en zijn meestal (net als in dit geval)  ontstaan als gevolg van metaforisch gebruik. In de regel heeft een taaluiting een of enkele duidelijk afgebakende isotopieniveaus die al dan niet onderling samenhangen, zoals het geval is in de volgende zin:
- Eerst ontbijt ik thuis, daarna eet ik een zakje friet op weg naar het station.

Deze zin bevat drie isotopieniveaus: van voedsel (ontbijt, eet ik een zakje friet), van plaats (thuis, op weg naar het station)  en van tijd (eerst, daarna).

## Andere toepassingen
Behalve in de zinssemantiek wordt de term isotopie soms ook gebruikt voor terugkerende verschijnselen in andere deelgebieden van de taalkunde, zoals de fonologie en de syntaxis. De overeenkomsten in zowel vorm als betekenis liggen aan de basis van isocolonnen. Een bekend voorbeeld van een fonologische isotopie is de herhaling van fonemen in de uitroep Veni, vidi, vici, als leidraad voor de coherentie. 